# 드냉 전투
드냉 전투는 1712년 7월 24일 스페인 왕위 계승 전쟁의 전투 중 하나로 일어 났고, 사보이의 외젠 공(Prince Eugene of Savoy) 휘하의 오스트리아-네덜란드 군에 대하여 빌라르 원수(Marshal Villars)가 이끄는 프랑스군이 승리를 거두었다.

## 서막
외젠은 105,000명의 군대를 이끌고 빌라르 원수의 120,000명 군세에게 싸움을 걸기 위해 스켈트(Scheldt) 강을 건넜다. 그는 신속하게 드냉(Denain)의 마을로 진군하여 그 곳을 차지하고 유리한 고지를 얻음과 동시에 드냉을 그의 보급 거점으로 삼았다. 그러나 오몬드 공작(Duke of Ormonde) 휘하에서 최근까지 자리하고 있던 영국군의 갑작스러운 퇴각(런던으로부터의 비밀스러운 명령에 의하여)으로 인해 동맹군은 힘든 싸움을 하게 되었다.

## 전투
빌라르 원수는 이점을 활용하기 위해 외젠의 군대 위치에 대하여 총검(bayonet) 공격을 개시하였다. 우선 빌라르 원수는 오스트리아와 네덜란드 군에게 12 파운드 포의 맛을 보여주었다. 그 다음 그는 전장을 저격부대로 가득 채웠고, 외젠 공작의 군대는 상당한 피해를 입었다. 빌라르 원수는 공격을 시작해 프랑스군은 적군을 물러나게 했다. 총검으로 싸우는 육박전과 수천에 달하는 혼란이 전장을 가득 매웠다. 외젠 공작은 수적 불리함에 압도되고 포연이 그의 군대의 시야를 가로막아, 오인사격까지 할 정도였다. 우익의 오스트리아군은 조각조각 분산되었고 혼란 상태에 빠졌다. 네덜란드 군은 최악의 운명에 빠졌다. 네덜란드 군은 그들을 조각 조각낸 프랑스 군 중 기병대에 의해, 자신들의 진열에서 학살당했다. 그러나 공격은 주력부대의 포병과 잔여 병력에 의해 격퇴 당했다. 뒤이은 3번의 공격도 오스트리아군에 의해 격퇴되었다. 그러나 그들은 멀리 떨어져 있었으며 프랑스군은 진군을 계속하여 오스트리아군을 강가로 밀어 넣었다.

## 결과
동맹군에게 이 전투는 심각한 군사적, 정치적 패배였다. 네덜란드 공화국은 전쟁 지속 의지를 잃었고, 보급 거점인 드냉을 상실해 동맹군의 보급도 어려웠다. 빌라르는 별동대를 파견해 지속적으로 동맹군의 보급선을 위협했고, 위기에 빠졌던 프랑스의 위치를 다시 정상으로 회복시켰다. 동맹군은 사실상 평화 협정을 맺기위한 준비에 착수하게 되었다.

## 참고 자료
- Chandler, David G. Marlborough as Military Commander. Spellmount Ltd, (2003). ISBN 1-86227-195-X
- Lynn, John A. The Wars of Louis XIV, 1667–1714. Longman, (1999). ISBN 0-582-05629-2
- 드냉 전투를 상세하게 번역한 격검서서님의 다른 글